# Moraea herrei
Moraea herrei là một loài thực vật có hoa trong họ Diên vĩ. Loài này được (L.Bolus) Goldblatt miêu tả khoa học đầu tiên năm 1998.